# Lloyd (película)
Lloyd es una película estadounidense de 2001 dirigida por Hector Barron. Fue protagonizada por Todd Bosley, Brendon Ryan Barrett, Mary Mara, Sammy Elliott, Kristen Parker, Patrick Higgins, Chloe Peterson, Taylor Negron, Tony Longo, Chad Wilson, Shaylee Koontz, Lu Elrod y Tom Arnold. La película se estrenó el 4 de mayo de 2001 en Estados Unidos.

## Sinopsis
Lloyd (Todd Bosley), es un niño de 11 años que no consigue destacar entre los compañeros del colegio ya que su poco agraciado físico provoca que los demás niños se rían de él y las niñas ni le miren. Sin embargo, Lloyd tiene un carácter alegre y divertido que le lleva a estar todo el tiempo gastando bromas frente a la clase. Es precisamente su faceta bromista la que le lleva a una clase especial de corrección. Allí Lloyd encontrará un nuevo amigo un chico llamado Troy (Brendon Ryan Barrett) y a una guapa niña de 7mo grado llamada Tracy (Kristen Parker), de la que se enamorará perdidamente.

## Reparto
- Todd Bosley - Lloyd
- Brendon Ryan Barrett - Troy
- Mary Mara - JoAnn (Madre de Lloyd)
- Sammy Elliott - Nathan
- Kristen Parker - Tracy
- Patrick Higgins - Storm
- Chloe Peterson - Carla
- Taylor Negron - Sr. Weid
- Tony Longo - Entrenador
- Chad Wilson - Stan
- Shaynee Koontz - Novia de Nathan
- Lu Elrod - Sra. Crub
- Tom Arnold - Tom Zeebo

- Datos: Q6662243